# Upplands runinskrifter 773
Upplands runinskrifter 773 är en runsten utanför Enköpings-Näs kyrka i Enköpings kommun, cirka en mil söder om Enköping.
Stenen står strax öster om kyrkogårdsmuren. Den är cirka 1,5 meter hög, 0,6–0,7 meter bred och 0,25–0,3 meter tjock. Höjden på runorna är 4–6 centimeter, och den ristade sidan är vänd mot öster.

## Inskription
Translitterering av runraden:
styf-altr · auk · slaka · þaiʀ · litu · hkua merki · merilit auk · a-lauk · eftiʀ · hunef · eftiʀ · --aiþ
Normalisering till runsvenska:
Styf[i]aldr(?) ok slaka þæiʀ letu haggva mærki mærkilikt/mærilikt ok A[rn]laug æftiʀ Onæm(?)/Honæf(?) æftiʀ --aiþ''
Översättning till nusvenska:
Styvjald och slaka de läto hugga ett ståtligt minnesmärke och Arnlög efter Onäv ...
Den sista delen av inskriften är skadad och ger ingen språklig mening.